# 紀元前617年
紀元前617年（きげんぜん617ねん）は、西暦（ローマ暦）による年。紀元前1世紀の共和政ローマ末期以降の古代ローマにおいては、ローマ建国紀元137年として知られていた。紀年法として西暦（キリスト紀元）がヨーロッパで広く普及した中世時代初期以降、この年は紀元前617年と表記されるのが一般的となった。

## 他の紀年法
- 干支 : 甲辰
- 日本
  - 皇紀44年
  - 神武天皇44年
- 中国
  - 周 - 頃王2年
  - 魯 - 文公10年
  - 斉 - 昭公16年
  - 晋 - 霊公4年
  - 秦 - 康公4年
  - 楚 - 穆王9年
  - 宋 - 昭公3年
  - 衛 - 成公18年
  - 陳 - 共公15年
  - 蔡 - 荘侯29年
  - 曹 - 文公元年
  - 鄭 - 穆公11年
  - 燕 - 桓公元年
- 朝鮮
  - 檀紀1717年
- ユダヤ暦 : 3144年 - 3145年

## できごと

### 中国
- 晋が秦に侵攻し、少梁を奪った。
- 秦が晋に侵攻し、北徴を奪った。
- 楚の穆王が鬬宜申と仲帰を誅殺した。
- 魯の文公が女栗で蘇子と盟を交わした。
- 狄が宋に侵攻した。
- 楚の穆王・陳の共公・鄭の穆公・蔡の荘侯が厥貉に宿営して宋に侵攻しようとした。宋の昭公は楚に屈服した。

## 死去
- 臧孫辰